# Quercus acuta
Quercus acuta — вид рослин з родини Букові (Fagaceae); поширений у східній частині Азії.

## Опис

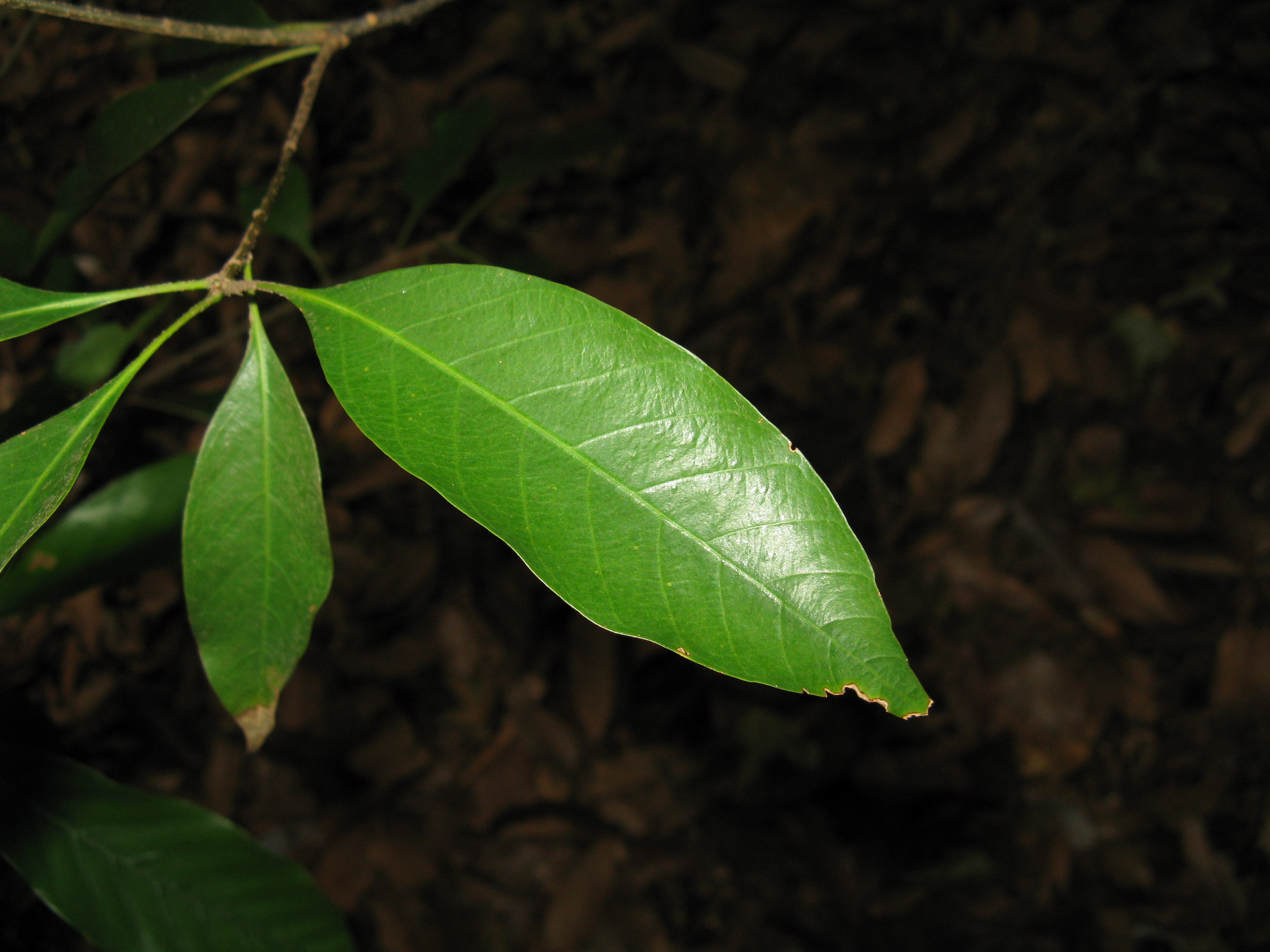
листя

Дерево досягає 10 м заввишки, стовбур 30 см у діаметрі, але частіше чагарниковий у вирощуванні. Крона округла. Кора темно-сіро-коричнева, неглибоко борозниста, гладка. Молоді гілочки запушені оранжеві, стаючи голими і темно-коричневими. Листки 5–18 × 2–6 см, від овальних до еліптичних, цілі, стійкі, шкірясті; хвиляста межа іноді мало зубчаста; верхівка злегка загострена або тупа; верхівка загострена; основа від клиноподібної до округлої; блискуче темно-зелені зверху; блідіші знизу; ніжка листка 2–3 см завдовжки, оранжувато запушений. Жолуді еліптичні, помаранчево-коричневі, довжиною до 2 см, скупчені; на ніжці завдовжки 4–5 см.

## Середовище проживання
Поширений у Японії, Південній Кореї, Тайвані, Китаї (Гуйчжоу).